# Fort de Figuerolles
Le fort de Figuerolles est une batterie militaire française construite dans les années 1880-1890 à proximité de la Pointe de Figuerolles, sur le littoral de la Côte Bleue près de Marseille. 
Le nom Figuerolles pourrait dériver de Fourquerolle signifiant « lieu où les chemins se croisent » ou bien « chemin des figues ».

## Bâtiment
Les constructions du Fort haut sont actuellement abandonnées. 